# Bernd Volcic
Bernd Volcic (* 10. Jänner 1976 in Oberwart) ist ein ehemaliger österreichischer Basketballspieler. Der 2,04 Meter lange Centerspieler spielte in seiner Heimat Österreich, in den Vereinigten Staaten, Belgien, Frankreich und Italien. Er war Kapitän der österreichischen Nationalmannschaft.

## Spielerlaufbahn
Volcic durchlief die Jugendabteilung der Oberwart Gunners und schaffte den Sprung in die Bundesliga-Mannschaft des Vereins. Die Saison 1996/97 verbrachte er an der University of New Orleans und kehrte dann für ein Jahr nach Oberwart zurück. Zwischen 1999 und 2005 spielte er zunächst eine Saison für den belgischen Erstligisten Gent und anschließend fünf Jahre für Mons-Hainaut (ebenfalls erste Liga Belgien).
Die Saison 2005/06 absolvierte Volcic beim französischen Erstligavertreter Paris Basket Racing und wechselte anschließend zur Folgesaison nach Italien. Bis 2010 spielte er für drei verschiedene Zweitligisten, Montecatini, Monferrato und Pavia. Die Saison 2010/11 bei seinem Heimatverein Oberwart Gunners wurde die letzte seiner Karriere, 2011 beendete er seine Laufbahn. In seiner Abschlusssaison war Volcic als bester einheimischer Bundesliga-Spieler ausgezeichnet worden, nachdem er die Gunners zur Meisterschaft geführt hatte. Zudem wurde er zum besten Spieler der Finalserie gekürt.

### Nationalmannschaft
Volcic debütierte im Mai 1995 in der österreichischen Nationalmannschaft und wurde später Mannschaftskapitän. Im September 2006 erklärte er seinen Rücktritt aus der ÖBV-Auswahl. Sowohl sein Debüt als auch sein letztes Spiel waren gegen Island. Volcic absolvierte 63 Länderspiele und verbuchte dabei insgesamt 807 Punkte.

## Nach der Profilaufbahn
Seit dem Ende seiner Laufbahn arbeitet Volcic für den Sportartikelhersteller Adidas und tritt zeitweilig als Experte bei Basketball-Übertragungen des Fernsehsenders Sky auf.